# Chūkyō
Kaiser Chūkyō (jap. 仲恭天皇, Chūkyō-tennō; * 30. Oktober 1218; † 18. Juni 1234) war der 85. Tennō von Japan (13. Mai 1221–29. Juli 1221). 
Er war ein Sohn von Kaiser Juntoku. Bis 1870 stand sein Name nicht in der Liste der japanischen Kaiser. Er wurde damals Kujō-haitei (九条廃帝, Abgesetzter Kaiser von Kujō) genannt.
Er bestieg im Mai 1221 den Thron. Da er noch ein Kind war, regierte er nur symbolisch. Sein Vater brauchte die Freiheit zur Vorbereitung des Aufstandes gegen das Kamakura-Shogunat. Da dies allerdings fehlschlug und somit der kaiserliche Hof gegen das Shogunat verlor, wurde er im Juli desselben Jahres vom Thron verstoßen.